# Каландра, Сауль Орасио
Сау́ль Кала́ндра (исп. Saúl Horacio Calandra, родился 22 октября 1904 года в Ла-Плате — умер 14 мая 1973 года в Хенераль-Пинто, провинция Буэнос-Айрес) — аргентинский футболист. Серебряный призёр Олимпийских Игр 1928 в составе сборной Аргентины.

## Биография
Сауль Каландра всю игровую карьеру провел в клубе «Эстудиантес» из Ла-Платы с 1922 по 1929 год. Играл на позиции полузащитника. Считался выносливым и неуступчивым игроком, за что и получил прозвище «Бык».
На Олимпиаде 1928 года в Амстердаме завоевал серебро. Каландра сыграл лишь в первом матче турнира против сборной США, в котором Аргентина победила 11:2. Получил травму колена, из-за чего не смог доиграть матч до конца. Впоследствии, именно из-за этой травмы Каландра завершил карьеру в 1929 году.